# Hans W. Maier

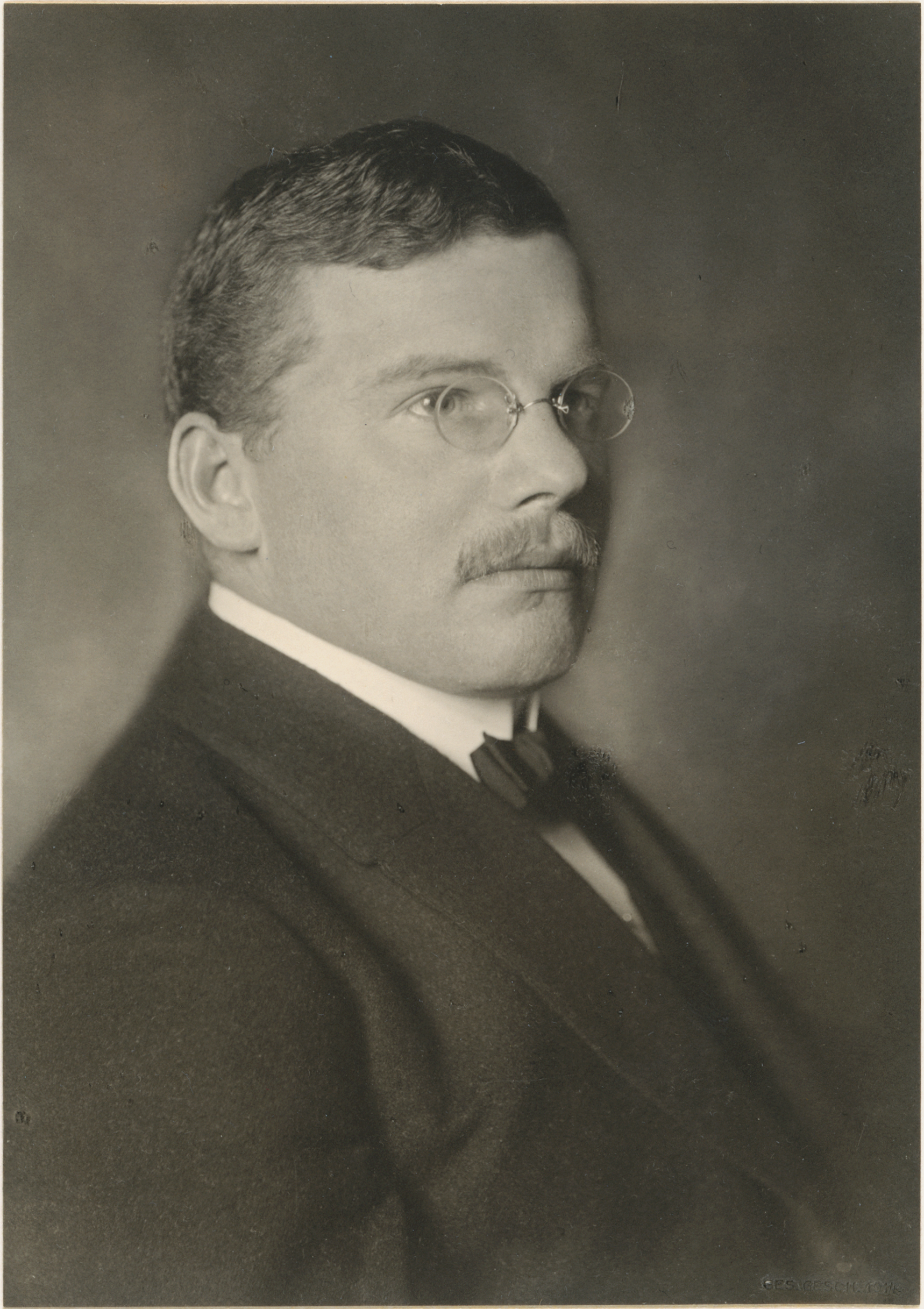
Hans W. Maier, 1914

Hans Wolfgang Maier (* 26. Juli 1882 in Frankfurt am Main; † 25. März 1945 in Zürich) war ein deutsch-schweizerischer Psychiater.

## Leben

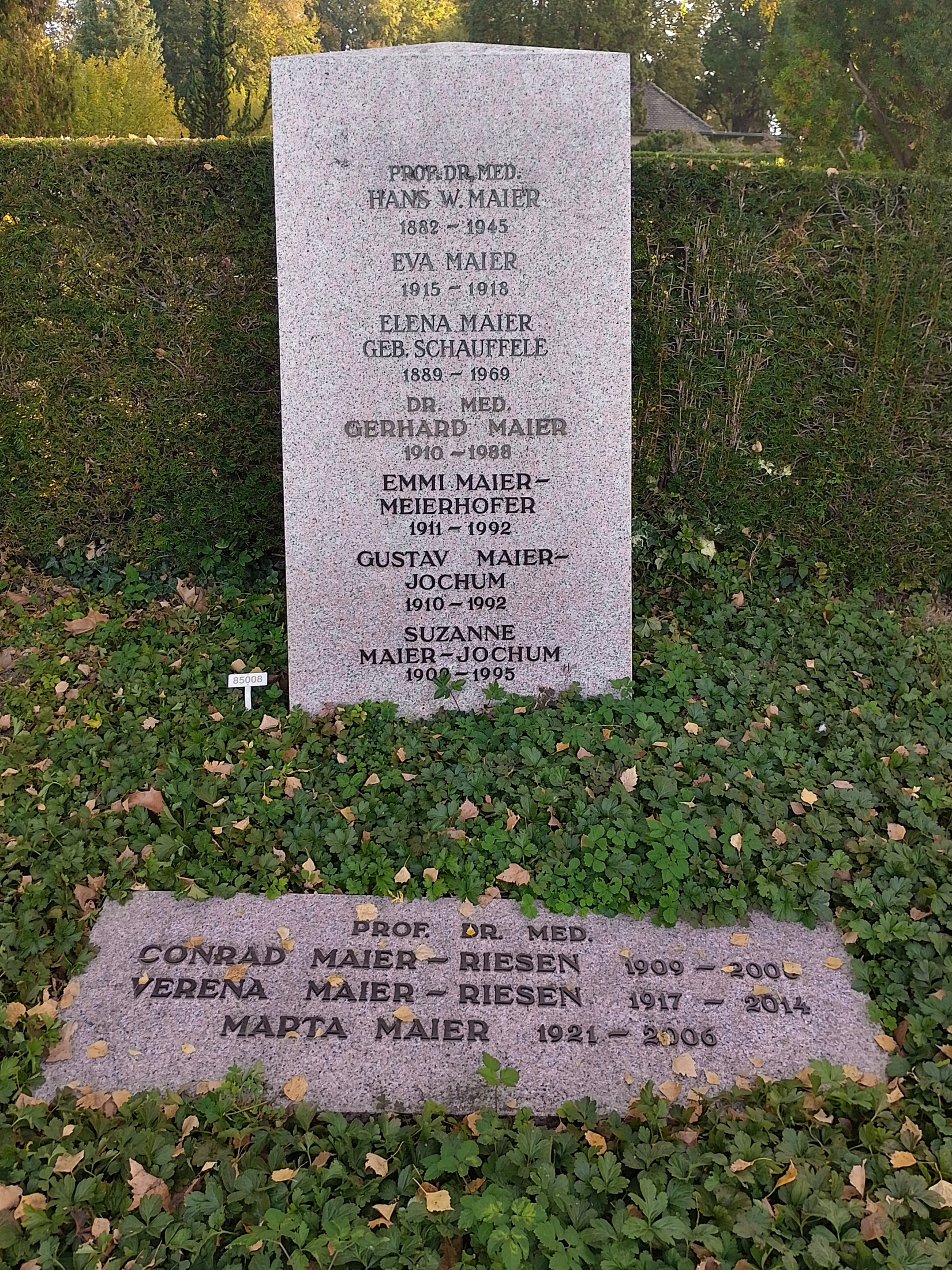
Grab, Friedhof Rehalp, Zürich.

Maier ist der Sohn jüdischer Eltern, des Bankiers Gustav Maier und der Regina Maier geb. Friedlaender. Der Beitritt der Eltern im Jahr 1893 zur reformierten Kirche betraf auch ihn. Maier absolvierte die Matura in Zürich und studierte Medizin an den Universitäten Zürich, Wien und Strassburg. Er wurde 1905 in Zürich promoviert und arbeitete seither als Assistent und Sekundärarzt an der psychiatrischen Klinik Burghölzli. 1912 wurde er für Psychiatrie habilitiert und 1916 mit einer Titularprofessur ausgestattet. Er gründete und leitete die Psychiatrische Poliklinik sowie die psychiatrische Kinderabteilung Stephansburg. 1927 wurde Maier als Nachfolger von Eugen Bleuler Direktor des Burghölzli sowie ordentlicher Professor für Psychiatrie an der Universität Zürich. Um 1940 wurde im Zuge einer Vaterschaftsklage bekannt, dass er eine jahrelange Beziehung mit einer ihm anvertrauten Volontärin am Burghölzli unterhalten und mit ihr ein Kind gezeugt hatte. Maier verlangte ein Disziplinarverfahren gegen sich selbst, das im Januar 1941 eröffnet wurde. Die Untersuchungskommission entlastete Maier im Juni 1941 insoweit, als sie eine strafrechtliche Verantwortung verneinte und disziplinarrechtliche Maßnahmen ablehnte, hielt aber fest, das Vertrauen in ihn sei erschüttert. Maier trat daraufhin selbst unverzüglich zurück. Bereits während des Disziplinarverfahrens hatte der Rechtsanwalt Karl Scherrer die Stimmung gegen Maier geschürt. 1942 eröffnete er mittels einer Broschüre Der Fall Prof. Dr. Hans W. Maier eine schweizweite Hetzkampagne im Auftrag eines anonymen „Aktionskomitees“. Hier spielte wahrscheinlich ein antisemitischer Hintergrund eine Rolle. Maier verklagte Scherrer wegen Ehrverletzung und war damit erfolgreich, 1944 wurde die Weiterverbreitung der Broschüre verboten.
Maier war unter anderem an der Abfassung des Schweizerischen Strafgesetzbuchs von 1942 beteiligt. Er verfasste diverse Schriften zur Sozialpsychiatrie, zur forensischen Psychiatrie sowie zu Psychiatrie und Armee und entfaltete zudem eine rege Tätigkeit als Gutachter. Maier reformierte die Sanitätstruppen im Schweizer Militär.
Wie bereits seine beiden Vorgänger vertrat Maier eugenisches Gedankengut. Er standardisierte zusammen mit Alfred Glaus und Hans Binder die bereits von seinen Vorgängern etablierte «Zürcher Praxis von Eheverbot, Abtreibungsregelung, Sterilisation und Kastration», die weit über das Burghölzli hinauswirkte.
Maier wurde 1900 in Zürich eingebürgert. Er fand seine letzte Ruhestätte auf dem Zürcher Friedhof Rehalp.

## Familie
Seine ersten Frau Leonie Laissle verschwand 1915 aus mysteriösen Gründen und Maier wurde alleinerziehend. 1919 heiratete er Elena, geborene Schauffele (1889–1969). Ein Sohn war der spätere Psychiater Gerhard Maier (1910–1988) der mit Emmi, geborene Meierhofer (1911–1992) verheiratet war. Sie war eine Schwester von Marie Meierhofer. Maiers Enkelin, die Naturwissenschaftlerin Beatrice Maier Anner (* 1942), hat zahlreiche Bücher über ihre Familiengeschichte veröffentlicht.

## Schriften
- Ueber moralische Idiotie. Barth, Leipzig 1908. Zugleich Dissertation an der Universität Zürich
- Die nordamerikanischen Gesetze gegen die Vererbung von Verbrechen und Geistesstörung und deren Anwendung. Marhold, Halle 1911
- Über katathyme Wahnbildung und Paranoia. Springer, Berlin 1912. Zugleich Habilitationsschrift an der Universität Zürich
- Untersuchungen über die Wirkungen des Koffeins und des Kaffees auf den Menschen. An Hand von Experimenten mit gewöhnlichem Kaffee und Kaffee „HAG“. Orell Füssli, Zürich 1921
- Der Kokainismus. Geschichte, Pathologie, medizinische und behördliche Bekämpfung. Thieme, Leipzig 1926